# NBA All-Star Game 2010
Le NBA All-Star Game 2010 a été joué le dimanche 14 février 2010 au Cowboys Stadium de Arlington dans la banlieue de Dallas, Texas. Cette 59e édition du All-Star Game dans le lieu dans la nouvelle enceinte de l'équipe de football de la ville, les Cowboys de Dallas, en construction à Arlington. La capacité d'accueil du stade sera entre 80 000 et 100 000 personnes. Les autres événements du week-end prendront place dans la salle des Mavericks, le American Airlines Center.
C'est la seconde fois qu'un All-Star Game de la NBA se produit à Dallas, la première étant en 1986 dans la Reunion Arena. Ce sera le premier tournoi de ce type à être joué dans un stade de football depuis 1996, lorsque l'Alamodome de San Antonio servit d'hôte. Le Commissionnaire de la ligue David Stern, le propriétaire des Mavs Mark Cuban, et le propriétaire des Cowboys Jerry Jones ont fait l'annonce de l'évènement lors d'une conférence de presse le 30 octobre 2008. Il a également été annoncé que le match se déroulerait en plein air, si le temps le permettait, le toit du Dallas Cowboys New Stadium étant rétractable.
Les joueurs de la Conférence Est battent les joueurs de la Conférence Ouest 141 à 139. Dwyane Wade a été élu MVP de la rencontre. Il est également le meilleur marqueur du match avec 28 points. La rencontre s'est disputée devant 108 713 spectateurs, la meilleure affluence de l'histoire pour un match de basket-ball.

## Liste des All-Stars
Les All-Stars titulaires sont désignés par un vote des internautes de nba.com. Les remplaçants des deux équipes sont désignés par les entraîneurs des 30 équipes de la ligue nord-américaine. LeBron James est arrivé en tête du vote des fans avec plus de 2,54 millions de voix, devant Kobe Bryant (2,45 millions) et Dwight Howard (2,36 millions). Gerald Wallace devient le premier All-Star de l'histoire de l'effectif des Bobcats de Charlotte. Derrick Rose devient le premier joueur des Bulls de Chicago à être sélectionné depuis Michael Jordan.

## Joueurs
| Pos.                                          | Joueur         | Équipe                 | Participation | Nombre de votes |
| Titulaires                                    | Titulaires     | Titulaires             | Titulaires    | Titulaires      |
| --------------------------------------------- | -------------- | ---------------------- | ------------- | --------------- |
| PG                                            | Allen Iverson  | 76ers de Philadelphie  | 11e           | 1 269 568       |
| SG                                            | Dwyane Wade    | Heat de Miami          | 6e            | 2 327 550       |
| SF                                            | LeBron James   | Cavaliers de Cleveland | 6e            | 2 549 693       |
| PF                                            | Kevin Garnett  | Celtics de Boston      | 13e           | 1 978 116       |
| C                                             | Dwight Howard  | Magic d'Orlando        | 4e            | 2 360 096       |
| Remplaçants                                   |                |                        |               |                 |
| SG                                            | Joe Johnson*   | Hawks d'Atlanta        | 4e            |                 |
| PG                                            | Rajon Rondo    | Celtics de Boston      | 1re           |                 |
| SG                                            | Derrick Rose   | Bulls de Chicago       | 1re           |                 |
| SF                                            | Paul Pierce    | Celtics de Boston      | 8e            |                 |
| SF                                            | Gerald Wallace | Bobcats de Charlotte   | 1re           |                 |
| PF                                            | Chris Bosh     | Raptors de Toronto     | 5e            |                 |
| C                                             | Al Horford     | Hawks d'Atlanta        | 1re           |                 |
| PF                                            | David Lee*     | Knicks de New York     | 1re           |                 |
| Entraîneur : Stan Van Gundy (Magic d'Orlando) |                |                        |               |                 |

| Pos.                                         | Joueur            | Équipe                    | Participation | Nombre de votes |
| Titulaires                                   | Titulaires        | Titulaires                | Titulaires    | Titulaires      |
| -------------------------------------------- | ----------------- | ------------------------- | ------------- | --------------- |
| PG                                           | Steve Nash        | Suns de Phoenix           | 7e            | 1 222 235       |
| SG                                           | Kobe Bryant       | Lakers de Los Angeles     | 12e           | 2 456 224       |
| SF                                           | Carmelo Anthony   | Nuggets de Denver         | 3e            | 2 137 560       |
| PF                                           | Tim Duncan        | Spurs de San Antonio      | 12e           | 1 156 696       |
| C                                            | Amare Stoudemire  | Suns de Phoenix           | 5e            | 1 824 093       |
| Remplaçants                                  |                   |                           |               |                 |
| PG                                           | Chauncey Billups* | Nuggets de Denver         | 5e            |                 |
| PG                                           | Jason Kidd*       | Mavericks de Dallas       | 10e           |                 |
| PG                                           | Chris Paul        | New Orleans Hornets       | 3e            |                 |
| SG                                           | Brandon Roy       | Trail Blazers de Portland | 3e            |                 |
| SG                                           | Deron Williams    | Jazz de l'Utah            | 1re           |                 |
| SF                                           | Kevin Durant      | Thunder d'Oklahoma City   | 1re           |                 |
| PF                                           | Dirk Nowitzki     | Mavericks de Dallas       | 9e            |                 |
| PF                                           | Zach Randolph     | Grizzlies de Memphis      | 1re           |                 |
| PF                                           | Pau Gasol         | Lakers de Los Angeles     | 3e            |                 |
| C                                            | Chris Kaman*      | Los Angeles Clippers      | 1re           |                 |
| Entraîneur : George Karl (Nuggets de Denver) |                   |                           |               |                 |

* Kobe Bryant, Chris Paul et Brandon Roy pour cause de blessure et Allen Iverson pour raison personnelle. Ils sont remplacés respectivement par Jason Kidd, Chauncey Billups, Chris Kaman et David Lee.

### T-MobileRookie Challenge
Le match se déroule le vendredi 12 février 2010. L'équipe des Rookies bat l'équipe des Sophomores 140 à 128. Tyreke Evans a été élu MVP.
Les joueurs participants sont choisis par un vote des entraîneurs adjoints de la ligue (même si les votes totaux ne sont pas publiés).
| Pos.                                                                     | Joueur           | Équipe                    |
| ------------------------------------------------------------------------ | ---------------- | ------------------------- |
| C                                                                        | DeJuan Blair     | Spurs de San Antonio      |
| SF                                                                       | Omri Casspi      | Sacramento Kings          |
| G                                                                        | Stephen Curry    | Warriors de Golden State  |
| G                                                                        | Tyreke Evans     | Sacramento Kings          |
| G                                                                        | Jonny Flynn      | Timberwolves du Minnesota |
| F                                                                        | Taj Gibson       | Bulls de Chicago          |
| G                                                                        | James Harden     | Thunder d'Oklahoma City   |
| G                                                                        | Brandon Jennings | Bucks de Milwaukee        |
| F                                                                        | Jonas Jerebko    | Pistons de Détroit        |
| Entraîneurs : Adrian Dantley (Nuggets de Denver) assisté de Kevin Durant |                  |                           |

| Pos.                                                               | Joueur            | Équipe                    |
| ------------------------------------------------------------------ | ----------------- | ------------------------- |
| F                                                                  | Michael Beasley   | Heat de Miami             |
| C                                                                  | Marc Gasol        | Grizzlies de Memphis      |
| F                                                                  | Danilo Gallinari  | Knicks de New York        |
| G                                                                  | Eric Gordon       | Los Angeles Clippers      |
| C                                                                  | Brook Lopez       | New Jersey Nets           |
| C                                                                  | Kevin Love        | Timberwolves du Minnesota |
| G                                                                  | O. J. Mayo        | Grizzlies de Memphis      |
| G                                                                  | Anthony Morrow*   | Warriors de Golden State  |
| G                                                                  | Derrick Rose*     | Bulls de Chicago          |
| G                                                                  | Russell Westbrook | Thunder d'Oklahoma City   |
| Entraîneurs: Patrick Ewing (Magic d'Orlando) assisté de Chris Bosh |                   |                           |

*Anthony Morrow remplace Derrick Rose, exempté de match pour cause de participation au All-Star Game et au Skills Challenge.

## SpriteSlam Dunk Contest
Nate Robinson a remporté le concours lors d'un vote par SMS des fans. Il l'emporte par 51 % des suffrages devant DeMar DeRozan (49 %).

### Participants
| Poste   | Joueur         | Équipe                | Taille | 1er dunk | 2e dunk | Total | Tour final |
| ------- | -------------- | --------------------- | ------ | -------- | ------- | ----- | ---------- |
| Meneur  | Nate Robinson* | Knicks de New York    | 1,75 m | 44       | 45      | 89    | 51 %       |
| Arrière | DeMar DeRozan  | Raptors de Toronto    | 2,00 m | 42       | 50      | 92    | 49 %       |
| Arrière | Shannon Brown  | Lakers de Los Angeles | 1,93 m | 37       | 41      | 78    |            |
| Ailier  | Gerald Wallace | Bobcats de Charlotte  | 2,00 m | 38       | 40      | 78    |            |

* Tenant du titre
*** Le 4e participant a été désigné à l'issue d'un concours de dunks, le « NBA All-Star Dunk-In » disputé à la mi-temps du Rookie Challenge entre DeMar DeRozan des Raptors de Toronto et Eric Gordon des Los Angeles Clippers. DeMar DeRozan l'a emporté avec 61 % des voix.

## Foot LockerThree-point Shootout
Paul Pierce remporte le concours avec un score de 20 points face à Stephen Curry et Chauncey Billups.

### Participants
| Poste   | Joueur           | Équipe                   | Taille | 1er tour | 2e tour |
| ------- | ---------------- | ------------------------ | ------ | -------- | ------- |
| Ailier  | Paul Pierce      | Celtics de Boston        | 2,00 m | 17       | 20      |
| Arrière | Stephen Curry    | Warriors de Golden State | 1,90 m | 18       | 17      |
| Arrière | Chauncey Billups | Nuggets de Denver        | 1,90 m | 17       | 14      |
| Arrière | Daequan Cook*    | Heat de Miami            | 1,95 m | 15       |         |
| Pivot   | Channing Frye    | Suns de Phoenix          | 2,10 m | 15       |         |
| Ailier  | Danilo Gallinari | Knicks de New York       | 2,08 m | 15       |         |

* Tenant du titre

## Taco BellSkills Challenge
Steve Nash remporte le concours en battant en finale Deron Williams.

### Participants
| Poste  | Joueur             | Équipe                  | Taille | 1er tour | 2e tour |
| ------ | ------------------ | ----------------------- | ------ | -------- | ------- |
| Meneur | Steve Nash         | Suns de Phoenix         | 1,90 m | 35,0 s   | 29,9 s  |
| Meneur | Deron Williams     | Jazz de l'Utah          | 1,90 m | 34,1 s   | 37,9 s  |
| Meneur | Brandon Jennings   | Bucks de Milwaukee      | 1,85 m | 35,7 s   |         |
| Meneur | Russell Westbrook* | Thunder d'Oklahoma City | 1,90 m | 44,1 s   |         |

*Russell Westbrook a remplacé Derrick Rose, blessé.

## HaierShooting Stars Competition
| Pays        | Membres                | Équipe                          | 1er tour | Tour final |
| ----------- | ---------------------- | ------------------------------- | -------- | ---------- |
| Texas       | Dirk Nowitzki          | Mavericks de Dallas             | 1:28     | 34.3       |
| Texas       | Becky Hammon           | San Antonio Silver Stars        | 1:28     | 34.3       |
| Texas       | Kenny Smith            | Rockets de Houston (retraité)   | 1:28     | 34.3       |
| Los Angeles | Pau Gasol              | Lakers de Los Angeles           | 1:00     | 55.2       |
| Los Angeles | Marie Ferdinand-Harris | Los Angeles Sparks              | 1:00     | 55.2       |
| Los Angeles | Brent Barry            | Los Angeles Clippers (retraité) | 1:00     | 55.2       |
| Sacramento  | Tyreke Evans           | Sacramento Kings                | 1:46     | —          |
| Sacramento  | Nicole Powell          | Sacramento Monarchs             | 1:46     | —          |
| Sacramento  | Chris Webber           | Sacramento Kings (retraité)     | 1:46     | —          |
| Atlanta     | Joe Johnson            | Hawks d'Atlanta                 | 1:47     | —          |
| Atlanta     | Angel McCoughtry       | Atlanta Dream                   | 1:47     | —          |
| Atlanta     | Steve Smith            | Hawks d'Atlanta (reraité)       | 1:47     | —          |

## H-O-R-S-E Competition
Après une édition 2009 disputée à titre d'expérimentation, le H-O-R-S-E est inclus pour la première fois dans la soirée des concours du samedi. Kevin Durant, le tenant du titre, remporte cette première édition officielle.
| Pos.    | Joueur       | Équipe                  | Taille | Résultats |
| ------- | ------------ | ----------------------- | ------ | --------- |
| Ailier  | Kevin Durant | Thunder d'Oklahoma City | 2,05 m | H-O-R     |
| Arrière | Rajon Rondo  | Celtics de Boston       | 1,85 m | H-O-R-S-E |
| Ailier  | Omri Casspi  | Sacramento Kings        | 2,05 m | H-O-R-S-E |

## D-League All-Star Game
Vingt des meilleurs joueurs de la NBA Development League sont sélectionnées pour le D-League All-Star Game rosters par une combinaison des votes des internautes du site officiel de la D-League et un vote des 16 entraîneurs des équipes de D-League. Les joueurs choisis doivent faire partie de l'effectif d'une équipe de D-League. Les entraîneurs de l'Energy de l'Iowa, Nick Nurse et des Vipers de Rio Grande Valley, Chris Finch ont été choisis pour diriger les deux équipes. Ce sont les deux entraîneurs ayant le meilleur bilan de la ligue au 26 janvier 2010.
Le match s'est disputé le samedi 13 février au Dallas Convention Center devant 3 500 spectateurs. L'équipe de la Conférence Ouest remporte le match en battant l'équipe de la Conférence Est 98-81. Brian Butch du Jam de Bakersfield est élu MVP de la rencontre. Earl Barron est le meilleur marqueur du match avec 20 points.

### Participants
| Pos.                                       | Joueur          | Équipe                  |
| ------------------------------------------ | --------------- | ----------------------- |
| C                                          | Alexis Ajinça*  | Red Claws du Maine      |
| F                                          | Morris Almond   | Armor de Springfield    |
| F                                          | Alade Aminu     | BayHawks d'Érié         |
| C                                          | Earl Barron     | Energy de l'Iowa        |
| F                                          | Romel Beck*     | Wizards du Dakota       |
| F                                          | Trey Gilder     | Red Claws du Maine      |
| F                                          | Ron Howard      | Mad Ants de Fort Wayne  |
| F                                          | Rob Kurz        | Mad Ants de Fort Wayne  |
| G/F                                        | Cartier Martin  | Energy de l'Iowa        |
| G                                          | Curtis Stinson  | Energy de l'Iowa        |
| F                                          | Reggie Williams | Skyforce de Sioux Falls |
| Entraîneur : Nick Nurse (Energy de l'Iowa) |                 |                         |

| Pos.                                                   | Joueur             | Équipe                      |
| ------------------------------------------------------ | ------------------ | --------------------------- |
| G                                                      | Antonio Anderson   | Vipers de Rio Grande Valley |
| C                                                      | Brian Butch        | Jam de Bakersfield          |
| G                                                      | Joe Crawford*      | D-Fenders de Los Angeles    |
| C                                                      | Joey Dorsey*       | Vipers de Rio Grande Valley |
| G                                                      | Desmon Farmer*     | Bighorns de Reno            |
| G                                                      | Sundiata Gaines*   | Stampede de l'Idaho         |
| G                                                      | Alonzo Gee         | Toros d'Austin              |
| F                                                      | Mike Harris        | Vipers de Rio Grande Valley |
| G                                                      | Dontell Jefferson* | Flash de l'Utah             |
| G                                                      | Curtis Jerrells*   | Toros d'Austin              |
| F                                                      | Dwayne Jones       | Toros d'Austin              |
| F                                                      | Carlos Powell      | Thunderbirds d'Albuquerque  |
| G                                                      | Mustafa Shakur     | 66ers de Tulsa              |
| F                                                      | Diamon Simpson*    | D-Fenders de Los Angeles    |
| F                                                      | Anthony Tolliver*  | Stampede de l'Idaho         |
| Entraîneur : Chris Finch (Vipers de Rio Grande Valley) |                    |                             |

*Alexis Ajinca, Dontell Jefferson et Antonio Anderson n'ont pas participé pour cause de blessure. Joey Dorsey, recruté par les Rockets de Houston, Sundiata Gaines, recruté par le Jazz de l'Utah et Anthony Tolliver, recruté par les Warriors de Golden State n'ont pas pu participer au match. Romel Beck, Brian Butch, Joe Crawford, Desmon Farmer, Curtis Jerrells et Diamon Simpson sont appelés en remplacement de ces joueurs.

### Concours du D-League All-Star Game
Dar Tucker des D-Fenders de Los Angeles remporte le concours de dunks. Andre Ingram du Flash de l'Utah est le vainqueur du concours de tirs à trois points. Une équipe composée de Pat Carroll de l'Energy de l'Iowa, Trey Gilder des Red Claws du Maine et Carlos Powell des Thunderbirds d'Albuquerque remportent le premier Shooting Stars Competition.